# Arapaima mapae
Az Arapaima mapae a sugarasúszójú halak (Actinopterygii) osztályának elefánthalak (Osteoglossiformes) rendjébe, ezen belül az Arapaimidae családjába tartozó faj.

## Előfordulása
Az Arapaima mapae előfordulási területe Dél-Amerika. Ezt a halat a brazíliai Lago do Amapá-nál találták meg.

## Megjelenése
A hím legfeljebb 203 centiméter hosszú.

## Életmódja
Trópusi és édesvízi halfaj, amely élőhelyének a nyíltabb, azonban a mélyebb részein él.